# 孫安
孫安（1431年—？），字勉之，浙江杭州府錢塘縣人，明朝政治人物。同進士出身。

## 生平
成化元年（1465年）舉乙酉科浙江鄉試第二十二名。成化二年（1466年）聯捷丙戌科會試第一百八十九名，殿試登進士第三甲第二百一十九名。

## 家族
曾祖孫克昌。祖父孫元善。父亲孫文貴。